# Richard Štorch
Richard Štorch (24. února 1877 Horažďovice – 22. května 1927 Praha-Smíchov) byl český cestovatel, fotograf a obchodník s exotickými přírodninami působící především v Africe. Před první světovou válkou provozoval obchod v přístavu Tripolis, spolu se svým celoživotním spolupracovníkem Bedřichem Machulkou.

## Život

### Mládí
Narodil se v Horažďovicích v jihozápadních Čechách v rodině berního úředníka Emanuela Štorcha a jeho manželky Anny, rozené Roučkové. Byl prostřední ze tří bratrů. Rodina se záhy přestěhovala do Třeboně a následně pak do Prahy, Už od dětství projevoval zájem o cestování, ale na přání rodičů vychodil obchodní školu a po absolutoriu nastoupil na místo úředníka v pražské Všeobecné nemocnici. 

### V Africe

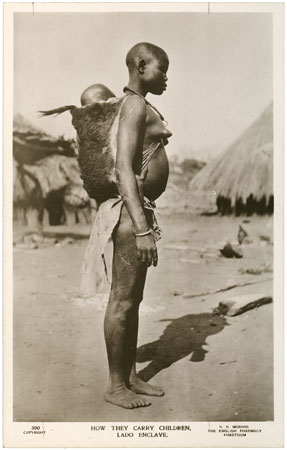
Richard Štorch: Žena kmene Bari s dítětem

V Praze navštěvoval cestopisné přednášky, muzea, výstavy, četbou si doplňoval znalosti o dalekých zemích. V 90. letech 19. století se seznámil s podobně zaměřeným Bedřichem Machulkou a společně se rozhodli odcestovat do Afriky. Poprvé odjeli koncem roku 1898 do severní Afriky, do Libye. Nebyli vzdělanými cestovateli, do ciziny odjeli z touhy po dobrodružství a po neznámých krajích. Z nedostatku informací si zvolili koloniální zemi pod osmanskou správou, v níž byl pohyb cizinců omezen. Zprvu nedostali povolení k volnému pohybu, usadili se tedy v Tripolisu, kde získávali přírodniny a exotické zboží od obchodníků z dálkových karavan. Štorch z Libye roku 1899 odjel, aby navázal kontakty v Evropě s obchodníky s přírodninami, zoologickými zahradami a muzei. Posílali do Prahy nejen preparáty, ale i živá zvířata. Roku 1901 se vrátil do Tripolisu.  Machulka se mezitím po pobytu na Madagaskaru přesunul na Cejlon, kam za ním Štorch přijel. Společně se vypravili do Indie a přes Persii, Sýrii a Palestinu dojeli do Káhiry. Jejich karavana byla v Sýrii přepadena a oloupena, jen šťastnou náhodou zůstali naživu. 
V letech 1904 až 1905 přesunuli oba společníci svou činnost do Chartúmu v Súdánu, kde si jako první Češi zařídili cestovní agenturu na organizování loveckých výprav do Afriky pro bohaté zájemce. Organizovali pro ně lovecké výpravy, vytyčení trasy, dopravní spojení a najímání nosičů, zajišťovali povolení k odstřelu zvířat, dopravu zavazadel, zbraní a také povolení k jejich vývozu. Štorch byl rovněž osobně přítomen výpravě, při které roku 1911 zahynul po útoku buvola český lovec Filip Oberländer. Téhož roku absolvoval v rámci jiné výpravy výstup na sopku Elgon v Ugandě. V letech 1913–1914 vedl další dvě lovecké výpravy do oblasti Horního Nilu. Díky svým dobrým vztahů s vládním pověřencem angloegyptského kondominia Rudolfem Slatina Pašou získal povolení ulovit vzácného člunozobce, kterého věnoval darem Národnímu muzeu v Praze. 
Intenzivně se věnoval také fotografování a z výprav pořídil stovky fotografií přírody či členů domorodých kmenů.

### V Čechách
Během první světové války pobýval v Čechách. Aby nemusel narukovat do rakousko-uherské armády, vydával se za egyptského občana a byl po jistou dobu vězněn. Po vzniku Československa žil v Praze, Afriku opakovaně obchodně navštěvoval v zimním období. O svých výpravách pořádal přednášky a pracoval na knize o svých zážitcích a cestách. Roku 1926, než znovu odjel do Afriky, svěřil rukopis svému známému, který jej měl připravit k vydání. V Chartúmu, kde měl uspořádat loveckou výpravu, však Štorch onemocněl a musel se předčasně vrátit do Prahy. Po Štorchově náhlé smrti se rukopis ztratil.  V archivu Náprstkova muzea v Praze jsou uloženy jeho písemnosti (deníky, přednášky, zápisky) a fotografie z cest, které získalo z pozůstalosti od členů Štorchovy rodiny v roce 2001. Je zde rovněž fotografická pozůstalost Bedřicha Machulky (přes 3000 negativů a diapozitivů), který zemřel v roce 1954. 

### Úmrtí
Do Prahy se z Afriky vážně nemocný Štorch vrátil 12. května 1927 a byl ihned hospitalizován. Zemřel 22. května 1927 ve věku 50 let na srdeční selhání. Pohřben byl na Olšanských hřbitovech.

## Galerie

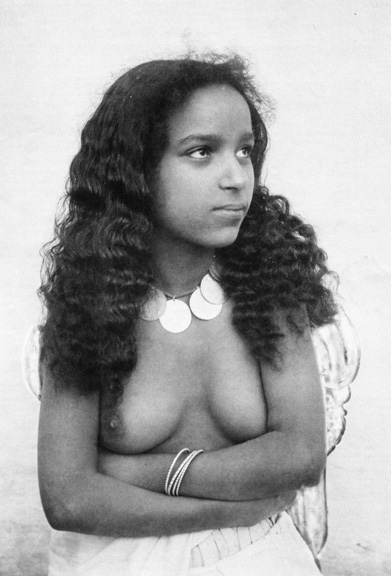
Dívka v Tripolisu, 1898-1906
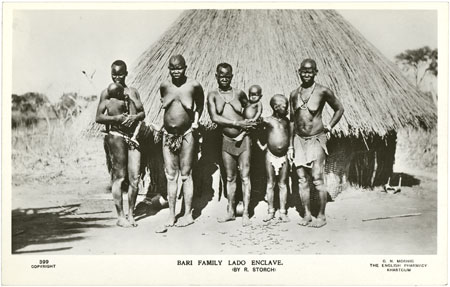
Rodina z kmene Bari
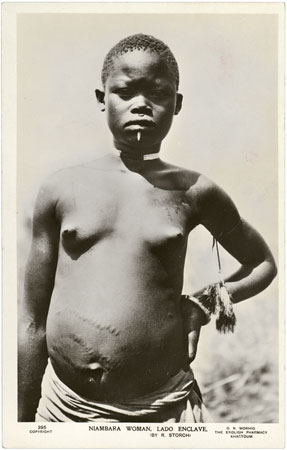
Dívka z kmene Bari
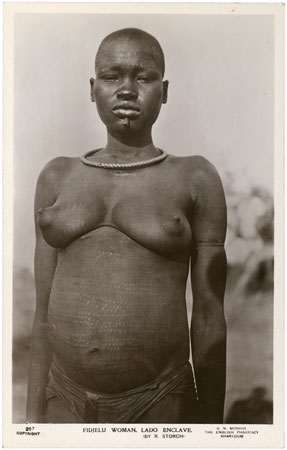
Žena kmene Bari
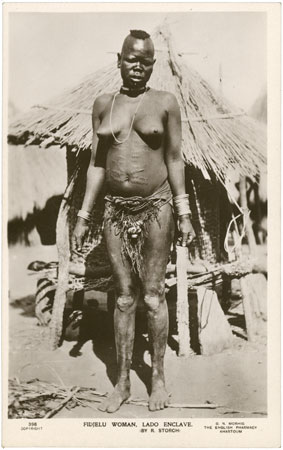
Žena kmene Bari
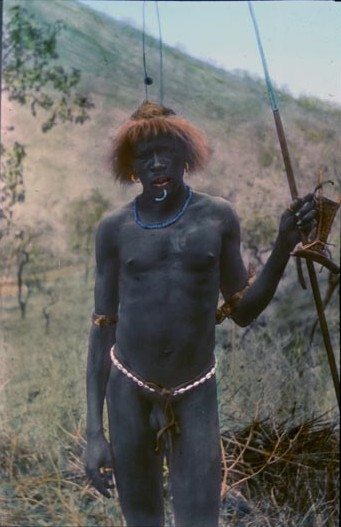
Muž kmene Tobur, 1912